# Почтовый ящик

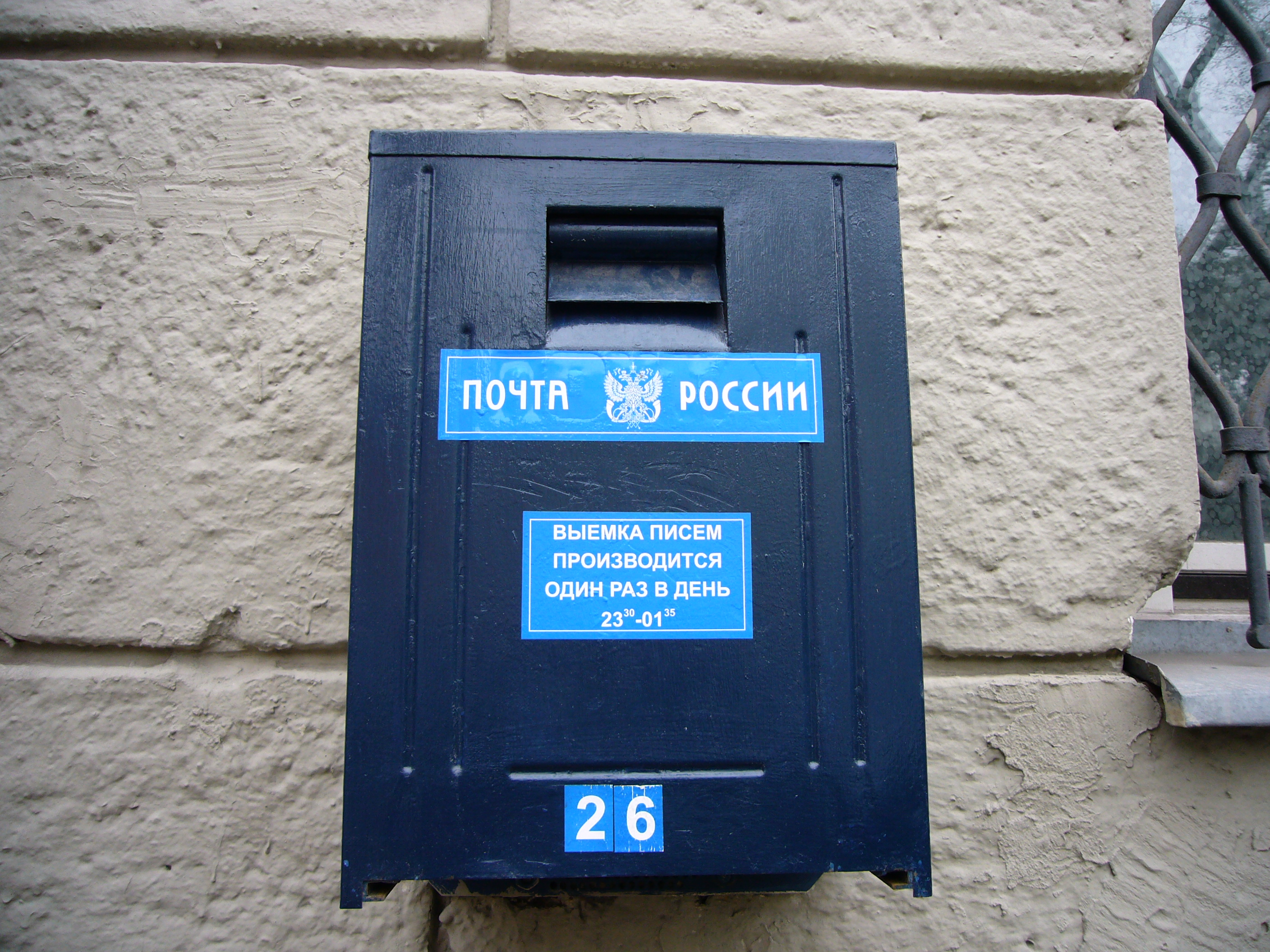
Почтовый ящик «Почты России» старого образца для исходящей корреспонденции в одном из переулков Москвы

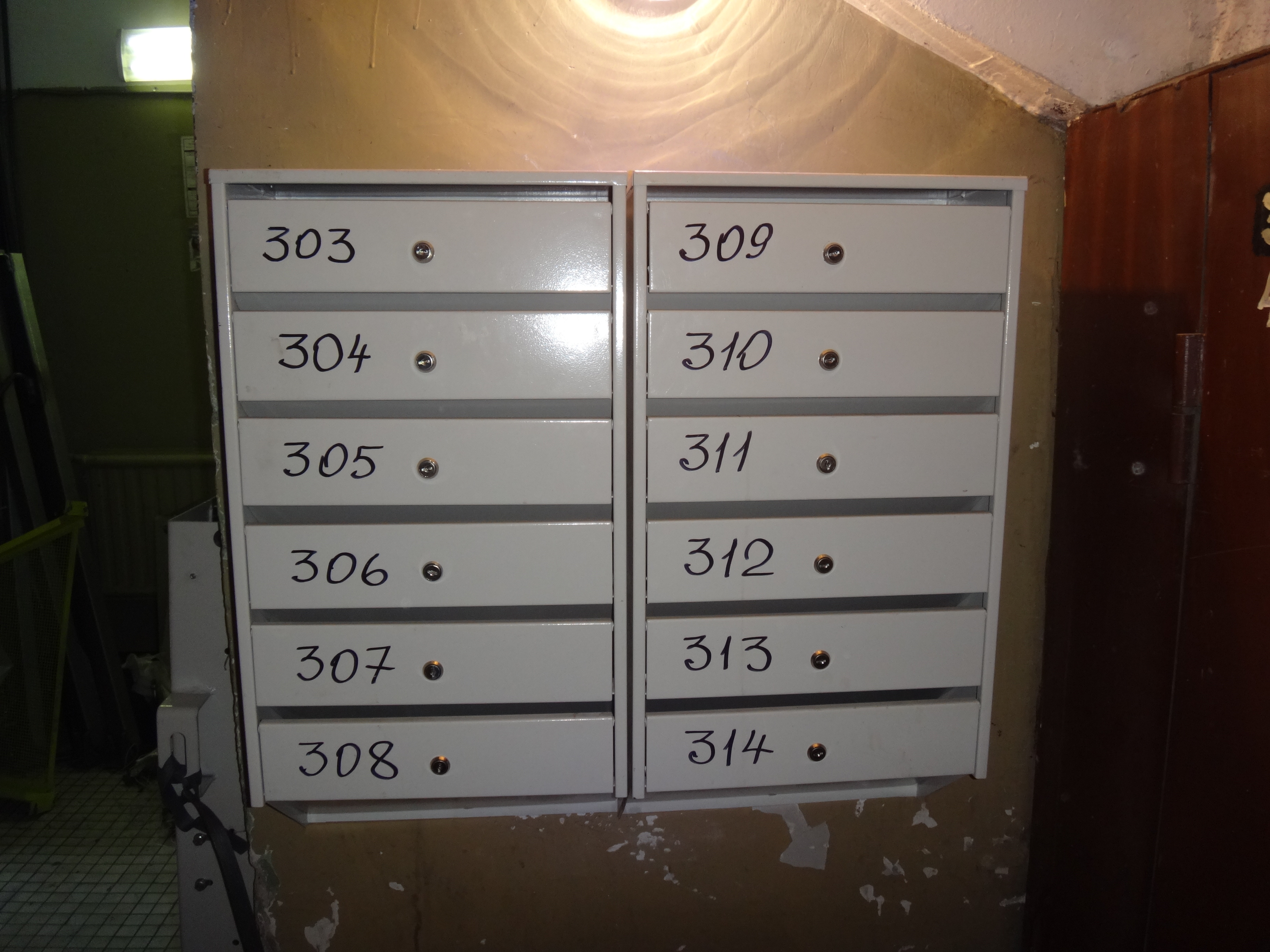
Почтовые ящики для входящей корреспонденции в многоквартирном доме

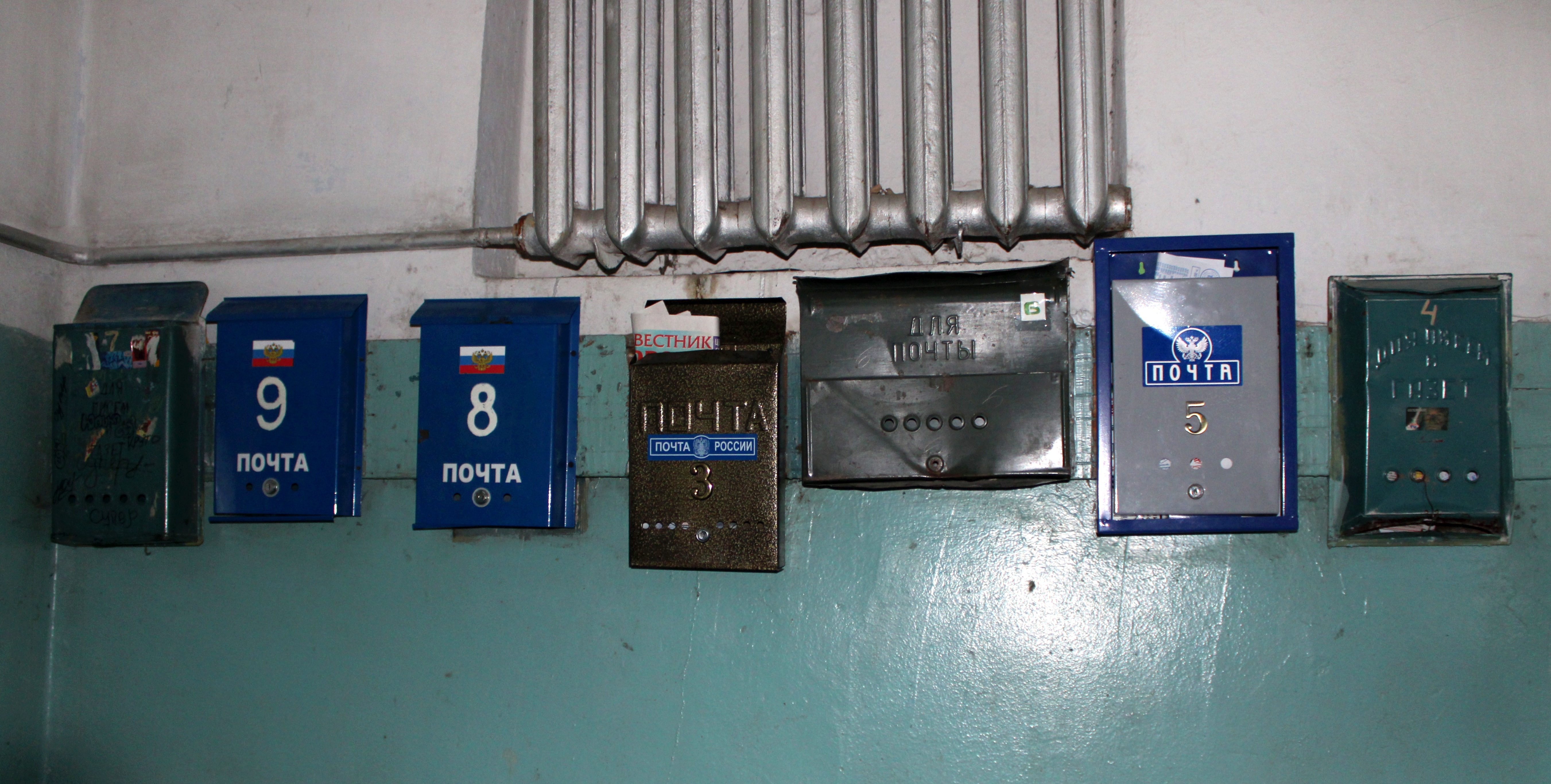
Почтовые ящики для входящей корреспонденции на промежуточной лестничной площадке в многоквартирном доме постройки конца 1950-х годов

Почто́вый я́щик — ящик, предназначенный для сбора или доставки почтовой корреспонденции (писем, почтовых карточек и др.).

## Виды
По виду использования и соответствующей конструкции различают две следующие основные категории почтовых ящиков:
- для исходящей корреспонденции — для сбора исходящих писем и почтовых карточек; устанавливаются в почтовых отделениях, а также в ключевых точках жилого сектора.
- для входящей корреспонденции — для сбора почты определённого абонента или абонентов; могут устанавливаться по адресу жительства (для физических лиц) или фактическому адресу (для юридических лиц); размещаются в доступных для почтальонов местах[1].

## Особенности терминологии
Понятие почтового ящика может по-разному толковаться в той или иной стране и в том или ином языке.

### В Российской Федерации
Согласно официальному толкованию в статье 2 Федерального закона Российской Федерации «О почтовой связи» от 17 июля 1999 года (в редакции от 22.08.2004, № 122-ФЗ), «почтовый ящик — специальный запирающийся ящик, предназначенный для сбора простых писем и почтовых карточек».
Там же даются следующие толкования других видов почтовых ящиков:
- Почтовый абонентский ящик — специальный запирающийся ящик, предназначенный для получения адресатами почтовых отправлений.
- Абонентский почтовый шкаф — специальный шкаф с запирающимися ячейками, устанавливаемый в жилых домах, а также на доставочных участках, предназначенный для получения адресатами почтовых отправлений. Почтовые отправления — адресованные письменная корреспонденция. Почтовый адрес — описание места нахождения объекта адресации, текст, нанесенный в установленной форме на почтовое отправление, в котором указываются имя и местонахождение получателя, а также отправителя.
- Абонементный почтовый шкаф — устанавливаемый в объектах почтовой связи специальный шкаф с запирающимися ячейками, которые абонируются (арендуются) на определённый срок адресатами для получения почтовых отправлений.
- Почтовый шкаф опорного пункта — специальный запирающийся шкаф, предназначенный для временного хранения почтовых отправлений на доставочных участках или для получения адресатами почтовых отправлений.

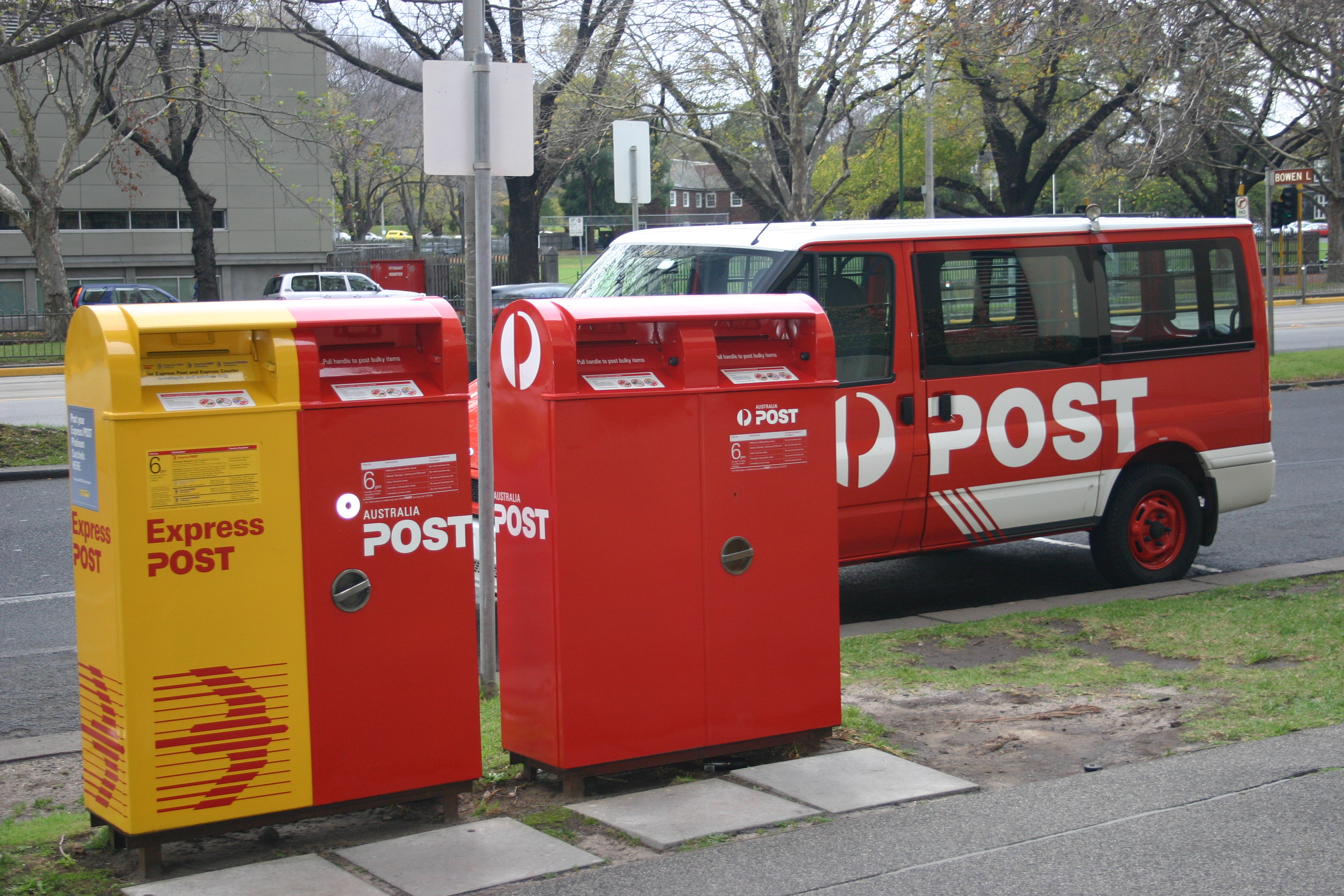
Почтовые ящики для сбора исходящей корреспонденции в Австралии (жёлтый ящик — для экспресс-почты)

### В англоязычных странах
При оказании почтовых услуг в этих странах различают следующие понятия для обозначения почтовых ящиков в зависимости от цели их применения:
- англ. Mailbox — почтовый ящик вообще, без указания на различие функций.
  - англ. Post box — почтовый ящик для сбора исходящей корреспонденции.
  - англ. Letter box — почтовый ящик для входящей корреспонденции (соответствует почтовому шкафу для многоквартирных домов).
- англ. Post office box — aбонентский почтовый ящик.

## История

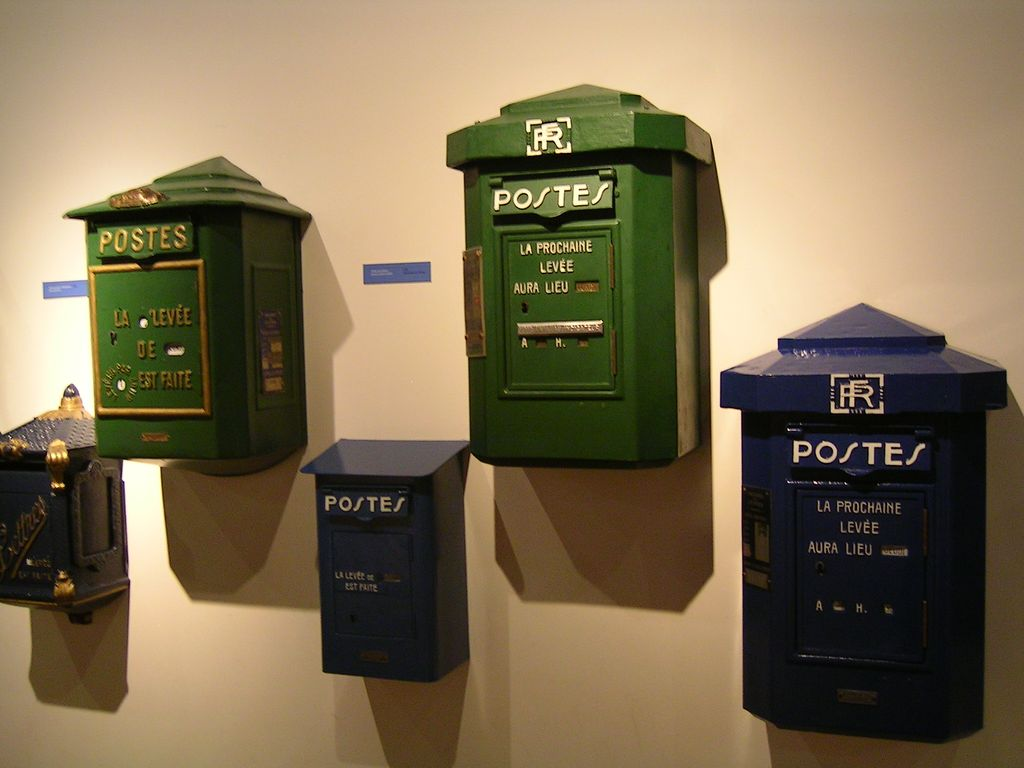
Экспозиция старинных почтовых ящиков в Музее почты в Париже

Уличный почтовый ящик был запатентован в Нью-Йорке 9 марта 1858 года, изобретение узаконил житель Филадельфии Альберт Поттс. Однако это вовсе не означает, что до того почтовых ящиков не существовало. Напротив, они имеют длинную историю.

### Первые почтовые ящики
В истории почты имеется несколько эпизодов, которые претендуют быть первым упоминанием о почтовом ящике.
В первые годы XVI века во Флоренции были установлены деревянные почтовые ящики — так называемые «тамбуры». Они размещались у главных церковных общин и имели щель вверху, в которую можно было незаметно для посторонних взглядов опустить анонимное письмо с обвинениями против врагов государства.

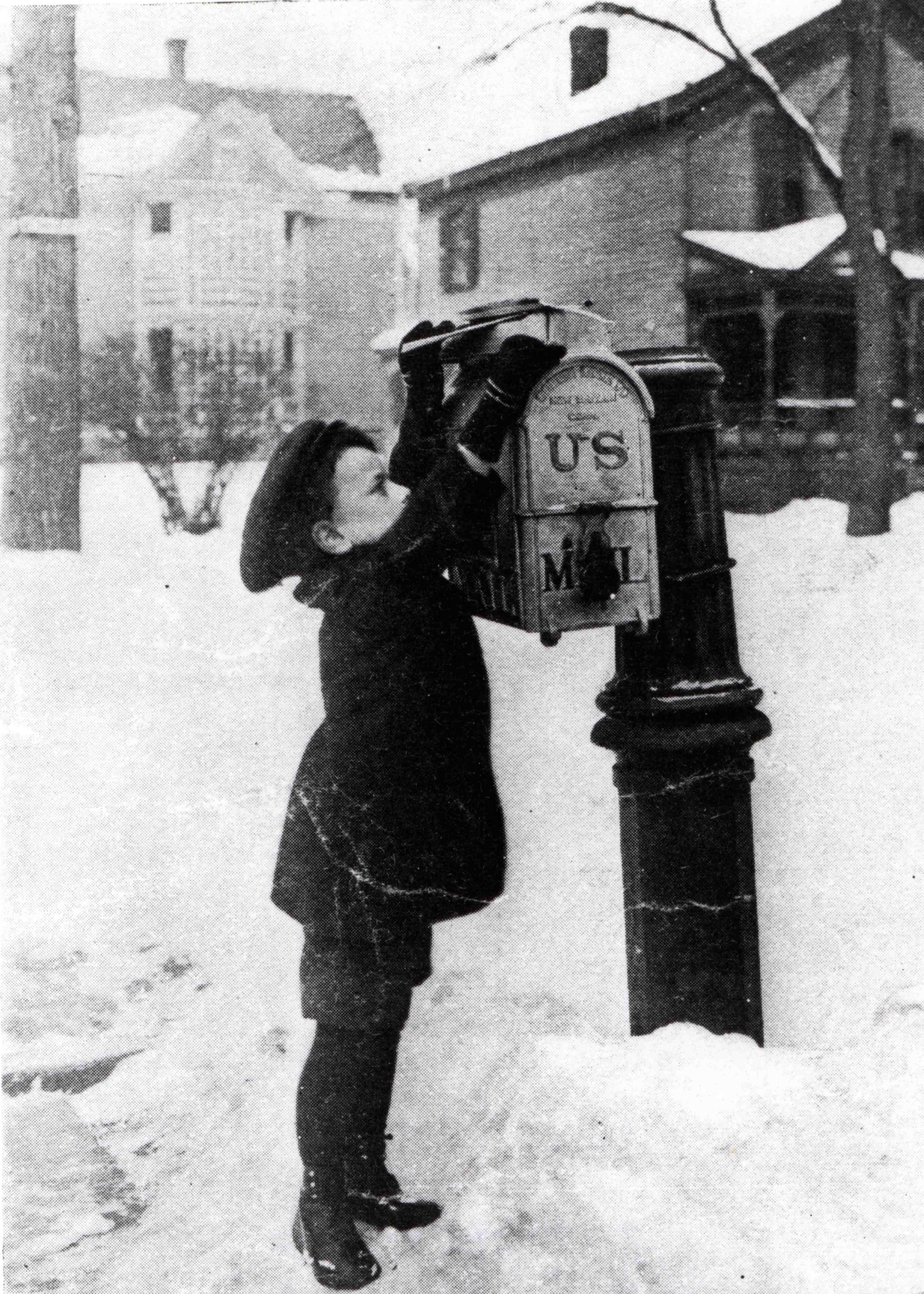
Отправка писем через почтовый ящик в США (ок. 1880; архив Национального почтового музея

В XVI веке у мыса Доброй Надежды экипажами британских судов были установлены каменные почтовые ящики для передачи писем на другие суда. Аналогичные каменные ящики были и у голландских моряков.
В нынешней Польше на родину почтового ящика претендует Легница, где они впервые появились в 1633 году.
Почтовые ящики упоминаются в документах городской почты Парижа, основанной в 1653 году, а их изобретение приписывают Ренуару де Вилайе.
В XVIII веке капитаны судов, ходивших из Англии в Америку, использовали для сбора корреспонденции холщовые мешки, которые вывешивались в холлах гостиниц и в кофейнях для сбора писем.
В Австрии почтальон носил почтовый ящик с собой на ремне.
Почтовые ящики в Германии были больших размеров, отличались изяществом отделки и резьбой по дереву.
В Лондоне (Великобритания) были созданы ящики экспресс-почты. Отправитель опускал в такой ящик письмо и монету для оплаты услуг и нажимал на специальный рычаг, с помощью которого в ближайшее почтовое отделение подавался сигнал о поступлении письма. Получив сигнал, из почтового отделения отправляли курьера забрать письмо.

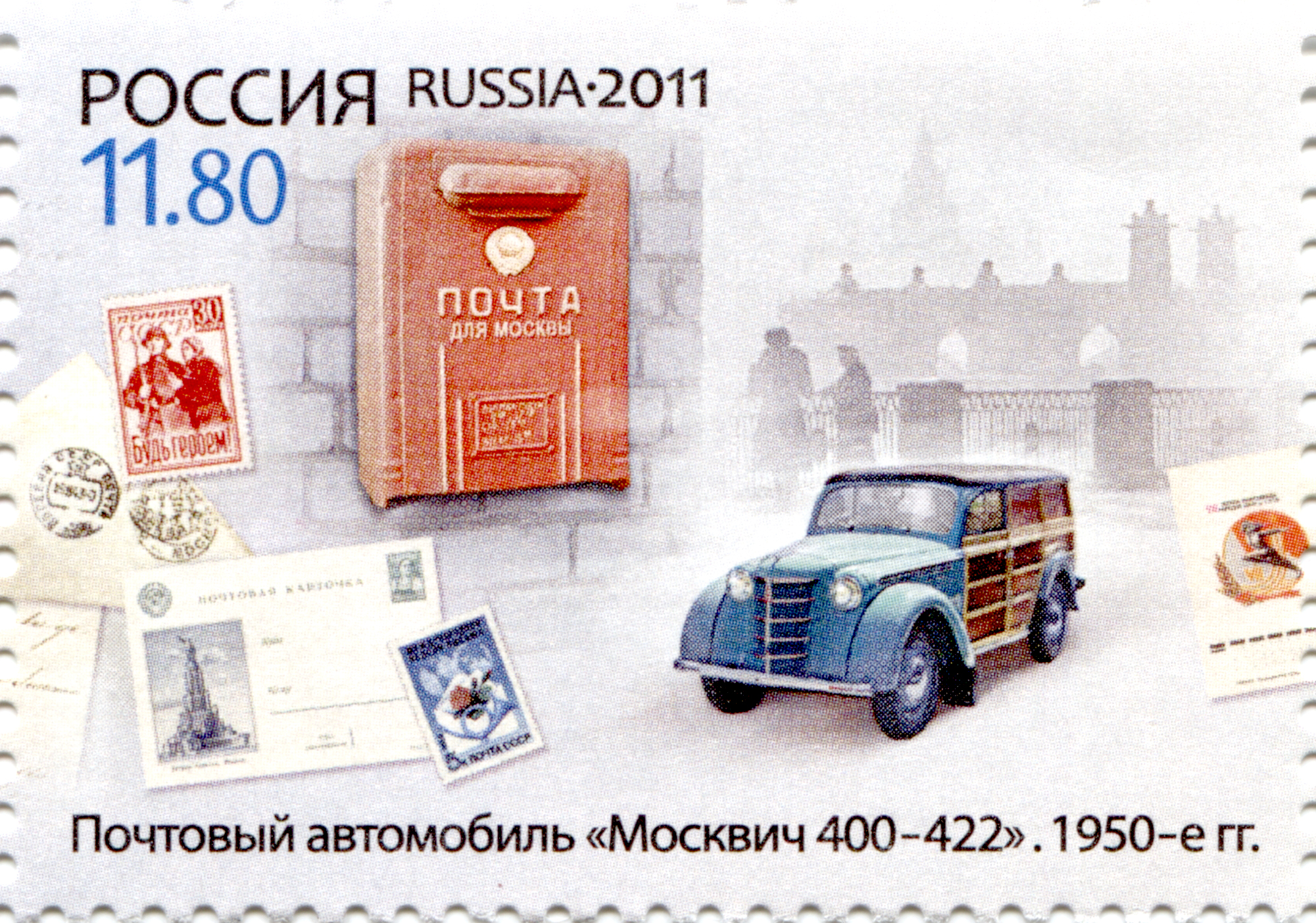
Красный почтовый ящик в Москве (1950-е) на марке России (2011)

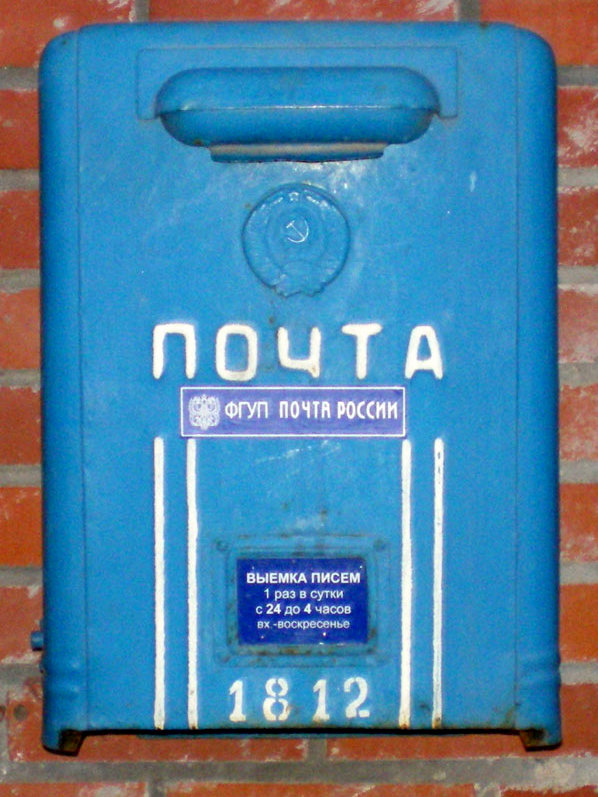
Почтовый ящик «Почты России» советского образца (с изображением Государственного герба СССР) для исходящей корреспонденции в Санкт-Петербурге, которые по состоянию на июль 2023 года до сих пор можно встретить на улицах городов (в том числе крупных)

### В России и СССР
Почтовые ящики впервые появились в Российской империи на улицах Санкт-Петербурга и Москвы в 1848 году. В Москве почтовые ящики были введены 1 ноября 1848 года предписанием Почтового департамента. Первые почтовые ящики были деревянными и массивными, но уже скоро их сменили металлические конструкции с нарисованным стилизованным конвертом. В 1901 году были установлены оранжевые почтовые ящики. Опущенную в них корреспонденцию отправляли поездом в тот же день.
В почтовых ящиках, установленных на приёмных почтовых пунктах, было устроено два отделения. Одно закрывалось на замок и было предназначено для приёма писем для пересылки. Второе было открытым и служило для хранения писем, возвращаемых по причине отсутствия или нерозыска адресата.
В 1928 году на московских трамваях было оборудовано 200 ящиков, куда москвичи могли опускать корреспонденцию. Во время остановки трамвая недалеко от главпочтамта почтовики забирали письма из ящиков, установленных на трамвае.
Всего в СССР во второй половине 1960-х годов насчитывалось около полумиллиона почтовых ящиков.
В 1970-х — 1980-х годах в крупных городах (в частности, Москве и Ленинграде) устанавливались ящики двух цветов: ящик синего цвета — для корреспонденции вне города (междугородной корреспонденции), ящик красного цвета — для корреспонденции внутри города. Иногда на ящиках было написано «Для писем вне города» и «Для писем внутри города», соответственно. Позднее красные почтовые ящики в Москве были упразднены, когда сильно снизились объёмы внутригородской корреспонденции.
В 2013 году ФГУП «Почта России» запустила пилотный проект с установкой почтовых ящиков красного цвета, предназначенных для корреспонденции внутри города.
В 2017 году в Санкт-Петербурге было 823 уличных почтовых ящика.
Летом 2024 года в Санкт-Петербурге были демонтированы уличные почтовые ящики.

#### Для адресации секретных учреждений
В СССР у предприятий, организаций и формирований оборонного или другого секретного характера было принято открытое служебное наименование «Почтовый ящик» (п/я № такой-то) для открытой почтовой переписки с указанием города.

### В США и Канаде

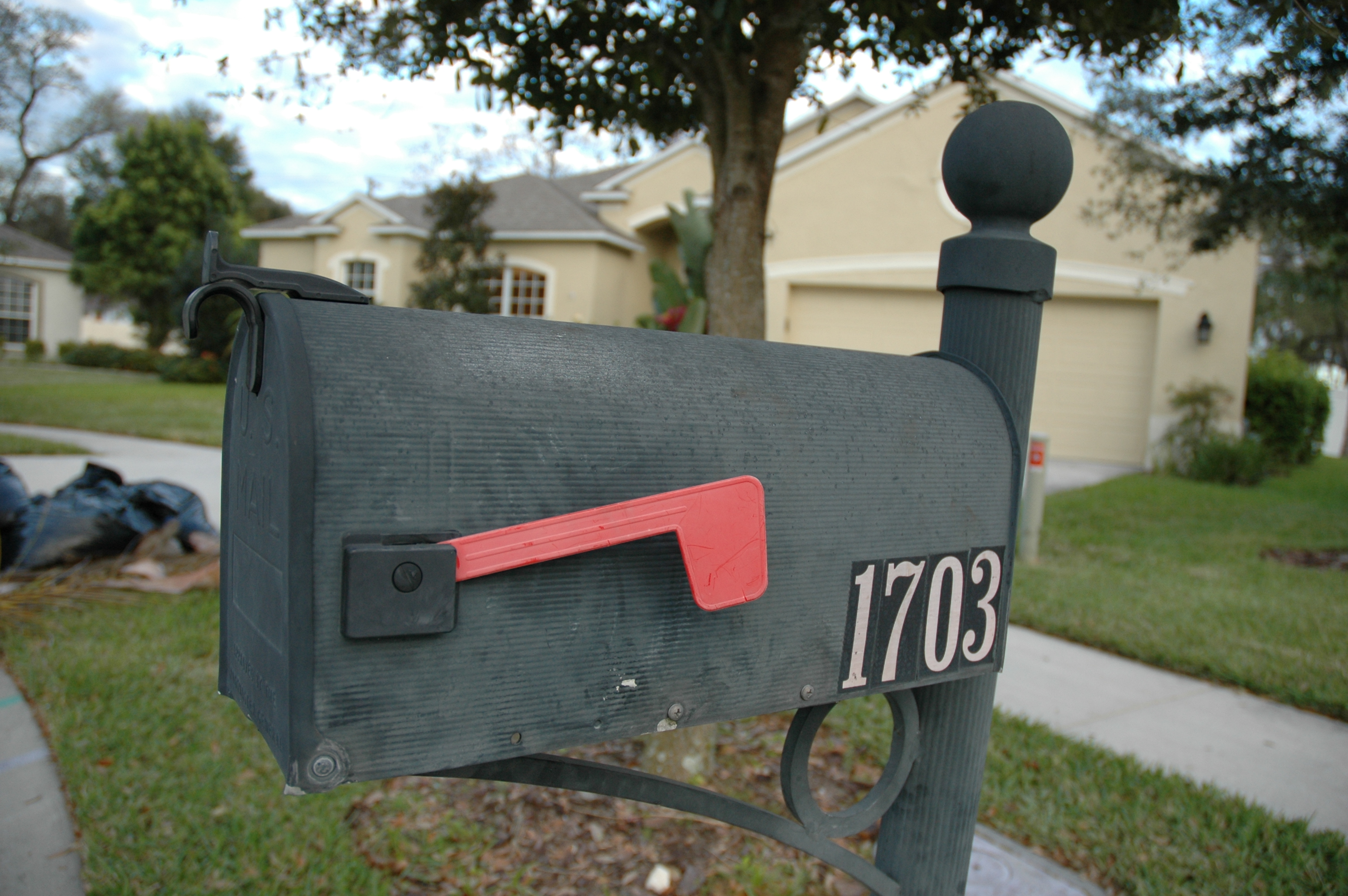
Американский почтовый ящик для входящей корреспонденции

Почтовое ведомство США начало устанавливать почтовые ящики для сбора корреспонденции в 1850-е годы у почтовых отделений и на перекрёстках в крупных городах. Почтовые ящики вначале навешивали на фонарные столбы. По мере роста объёмов пересылки почты почтовое ведомство постепенно заменило небольшие почтовые ящики моделями большего размера. Устанавливать отдельно стоящий на четырёх опорах почтовый ящик с надписью «U. S. Mail» («Почта США») было впервые предложено в 1894 году после опыта успешного применения почтовых ящиков такой конструкции в Канаде. Почтовые ящики такого дизайна быстро стали привычными на перекрёстках американских городов.
В отличие от канадских почтовых ящиков, которые были окрашены в красный цвет, американские почтовые ящики первоначально были тёмно-зелёного цвета, чтобы их не путали с противопожарным оборудованием, затем, в 1950-е годы, их перекрасили в красный и синий цвет, и наконец, — полностью в синий цвет с контрастно выделяющейся надписью. Появление автомобиля также повлияло на дизайн почтовых ящиков в США, и в конце 1930-х годов был добавлен специальный жёлоб или патрубок, дающий возможность опустить письмо, подъехав к стоящему у края тротуара почтовому ящику и не выходя из машины.